# Thysanotus speckii
Thysanotus speckii är en sparrisväxtart som beskrevs av Norman Henry Brittan. Thysanotus speckii ingår i släktet Thysanotus och familjen sparrisväxter. Inga underarter finns listade i Catalogue of Life.